# Jataí
Jataí es un municipio brasileño del estado de Goiás. Se localiza a una latitud de 17° 52' 51" Sur y a una longitud de 51° 42' 50" Oeste, con una población estimada que en el año 2021 era de 103.221 habitantes. Se ubica en el suroeste de Goiás, siendo considerada la capital de la producción de granos y leche en Goiás y el mayor productor nacional de maíz.
Su topografía es plana con algunas ondulaciones que alcanzan el 5% del territorio, con una altura media de 708 metros sobre el nivel del mar. Tiene un clima con dos estaciones bien definidas: una seca (de mayo a octubre) y otra lluviosa (noviembre a abril). La temperatura media anual varía entre los -2 °C y los 41 °C.
Cuenta con un aeropuerto, con pista de 1500 m, iluminación y asfalto
La ciudad cuenta con seis emisoras de radio, tres canales de televisión y cuatro periódicos.
En educación, cuenta con cincuenta escuelas primarias municipales, veinticuatro escuelas primarias y secundarias estaduales y veinte privadas. Además, hay cinco institutos terciarios.
- Datos: Q963195
- Multimedia: Jataí (Goiás) / Q963195